# Lillesjön (Källeryds socken, Småland, 637430-137236)
Lillesjön är en sjö i Gnosjö kommun i Småland och ingår i Nissans huvudavrinningsområde.